# Брайтон (індіанська резервація)
27°04′46″ пн. ш. 81°04′11″ зх. д. / 27.079444444444° пн. ш. 81.069722222222° зх. д.
Брайтон — індіанська резервація племені семінолів у Флориді, округ Глейдс, розташована на північний захід від озера Окічобі. Утворена в 1930-х роках. Населення близько 500 людей. Серед індіанців резервації є носії крікської (маскогської) мови.